# Zillya!
Zillya! – oprogramowanie antywirusowe, którego producentem jest ukraińska firma ALLIT Service LLC. Firma oferuje podstawową ochronę antywirusową (w postaci programu Zillya! Antivirus) oraz bardziej rozbudowane pakiety bezpieczeństwa: Zillya! Internet Security i Zillya! Total Security. Oprogramowanie zostało stworzone w 2009 r.
Na Ukrainie oprogramowanie Zillya! liczy 0,5 mln aktywnych instalacji, z czego większość to instalacje darmowej wersji produktu.